# توره گاچیتو

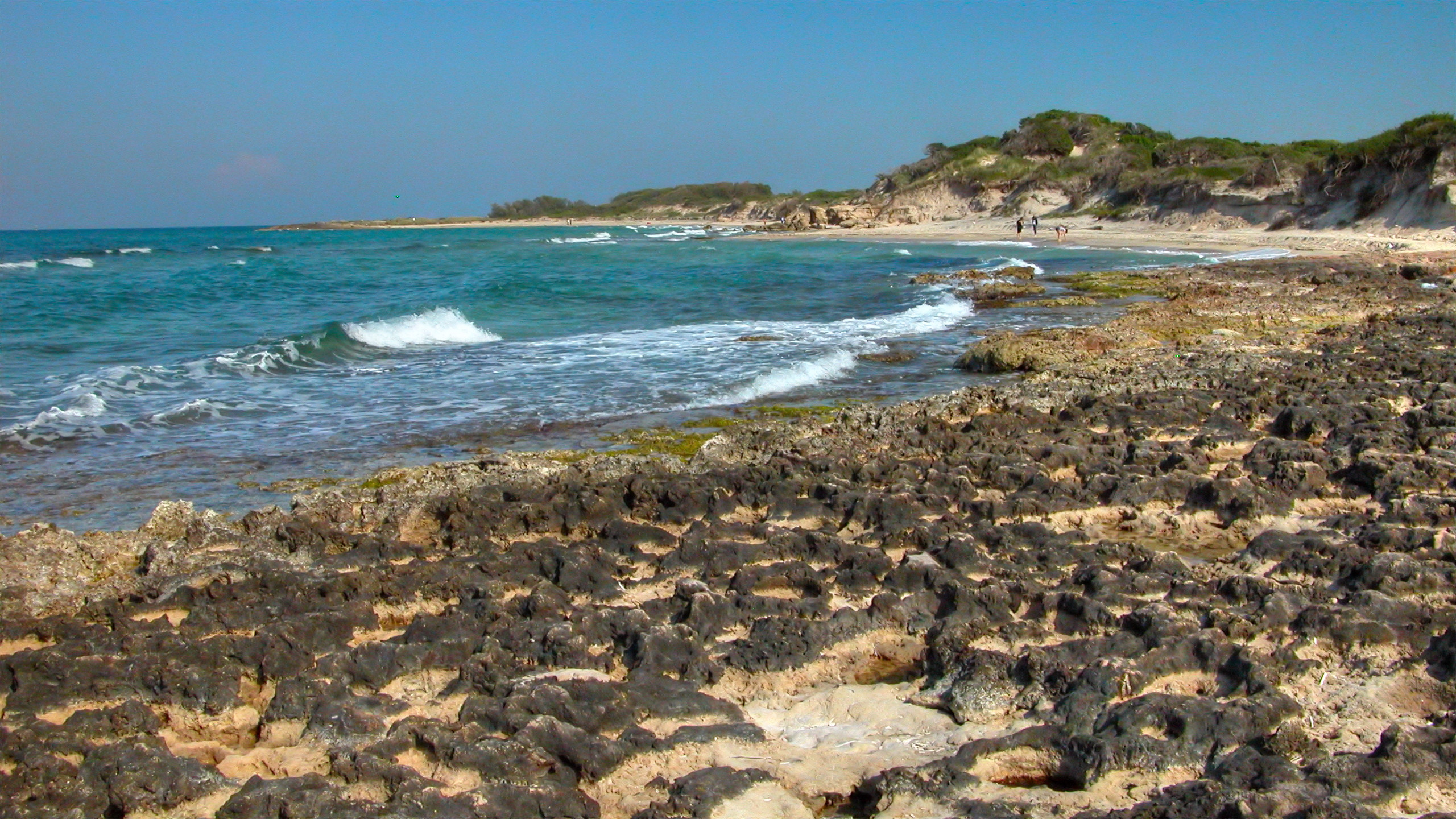
پلاژ توره گاچیتو

توره گاچیتو (به ایتالیایی: Torre Guaceto) منظره طبیعی است در شرق سان ویتو دی نورمانی و در شمال بریندیسی  ایتالیا قرار دارد .  توره گاچیتو در دهه ۱۹۷۰ میلادی قرار بود محلی برای ایجاد نیروگاه هسته‌ای باشد اما با تلاش وزارت کشاورزی ، غذا و جنگلداری ایتالیا و با استناد به مصوبه ریاست جمهوری درباره تالاب توره گاچیتو در ۱۸ مه ۱۹۸۱ ، توره گاچیتو به عنوان ذخیرگاه  طبیعی بین‌المللی ایتالیا اعلام شد .

## جاذبه‌های توریستی
- پارک توره گاچیتو
- پلاژ برهنگی توره گاچیتو
- ساختمان تاریخی توره گاچیتو